# Altar de la Magdalena (Catedral de Sevilla)

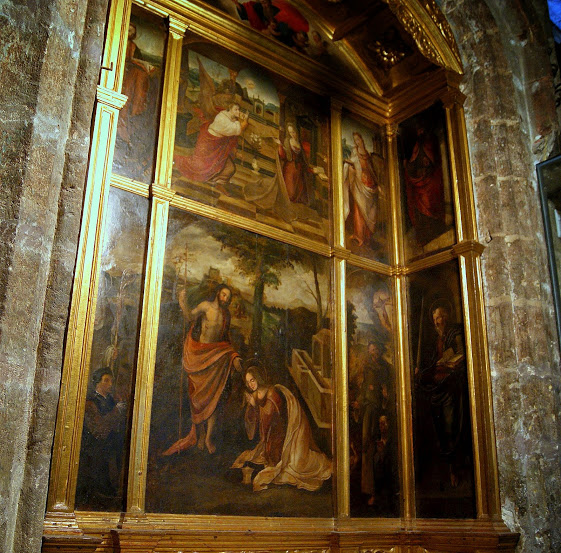
Altar de la Magdalena. (Catedral de Sevilla).

El Altar de la Magdalena de la Catedral de Sevilla se encuentra en el muro de la cabecera (lado este), a la izquierda de la portada de la Adoración de los Reyes (conocida como Puerta de los Palos). En su interior se encuentra el Retablo de Santa María Magdalena.

## Historia y arquitectura
El altar es de estilo gótico, y fue construido por Juan de Hoces hacia 1481. Se cierra con una reja renacentista del primer tercio del siglo XVI. Los patronos de este altar fueron Don Pedro García de Villadiego y su esposa Catalina Rodríguez, que lo dotaron en 1537 del retablo que lo preside.

## Contenido artístico

### Retablo de Santa María Magdalena
En el frente del altar se encuentra el retablo de Santa María Magdalena, en que se integran 11 pinturas al óleo sobre tabla de autor anónimo, seguidor de Alejo Fernández. Se trata de un retablo pictórico, constituido actualmente por once pinturas articuladas mediante una estructura de madera que sirve, a la vez, de marco de cada una de las piezas. Esta estructura no pertenece a la concepción inicial del conjunto ya que se adscribe a un estilo neoclásico de líneas marcadas y escasa labor ornamental y las pinturas, aunque presenta formato rectangular en la actualidad, sin embargo, en un primer momento, la zona superior detentaría forma de medio punto, cuyos restos se aprecian claramente. 

### Tinaja sevillana delsigloXV
Se trata de una pieza de cerámica vidriada y estampada.